# Parcul Tineretului

Harta Parcului Tineretului

Parcul Tineretului este situat în București, sectorul 4, la mică distanță înspre sud de Piața Unirii, centrul orașului, având o suprafață de circa 200 ha fiind, în prezent, parcul cu cea mai mare întindere din București. Din Piața Unirii, accesul direct este asigurat de Bulevardul Dimitrie Cantemir.
Arhitectul Valentin Donose, proiectantul parcului, a avut în vedere realizarea unei zone vaste de verdeață pentru odihna și recrearea populației din ansamblurile de locuințe construite în partea sudică a orașului.
Parcul este amplasat în zona denumită în trecut „Valea Plângerii”. Valea Plângerii a fost concesionată în 1940 prin contract Uzinelor Comunale București, pentru a fi groapă de gunoi 25 de ani, urmând ca după aceea să fie transformată în parc. Amenajarea parcului a început în 1965 și lucrările au durat până în 1974. Amenajarea de bază a durat numai 8 luni realizându-se cu aportul tineretului, prin muncă patriotică. Diferențele mari de nivel (până la 16 m) au necesitat o modelare a terenului pentru a se putea pune în valoare oglinda lacului Tineretului, întins pe 13 hectare. În anii `80, parcul a fost extins către est, odată cu construcția Palatului Pionierilor și Șoimilor Patriei, azi Palatul Național al Copiilor.

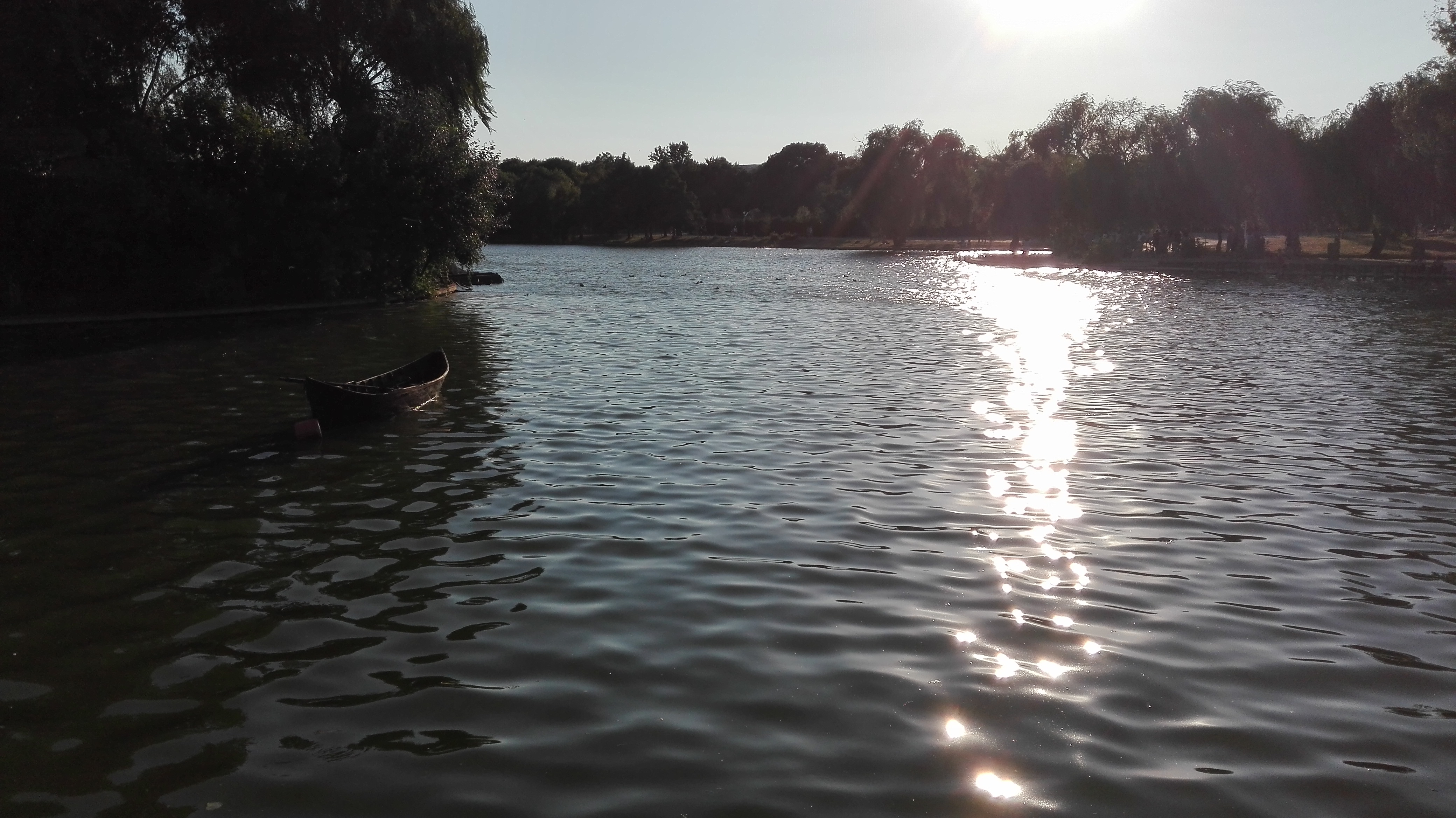
Parcul Tineretului, București

Parcul Tineretului, ca unitate de spațiu predominant plantat, se distinge în cadrul sistemului verde al orașului ca singurul pol verde al sudului Capitalei, pentru deservirea unei populații foarte numeroase, de circa 8000 locuitori în ariile adiacente.  Parcul dispune de mari suprafețe de joacă pentru copii, spații de odihnă și un debarcader cu dane pentru bărci cu rame.
În timpul migrațiilor de primăvară și toamnă, zona joacă un rol deosebit de important pentru o serie de specii de păsări rare.

## Clădiri în interiorul parcului

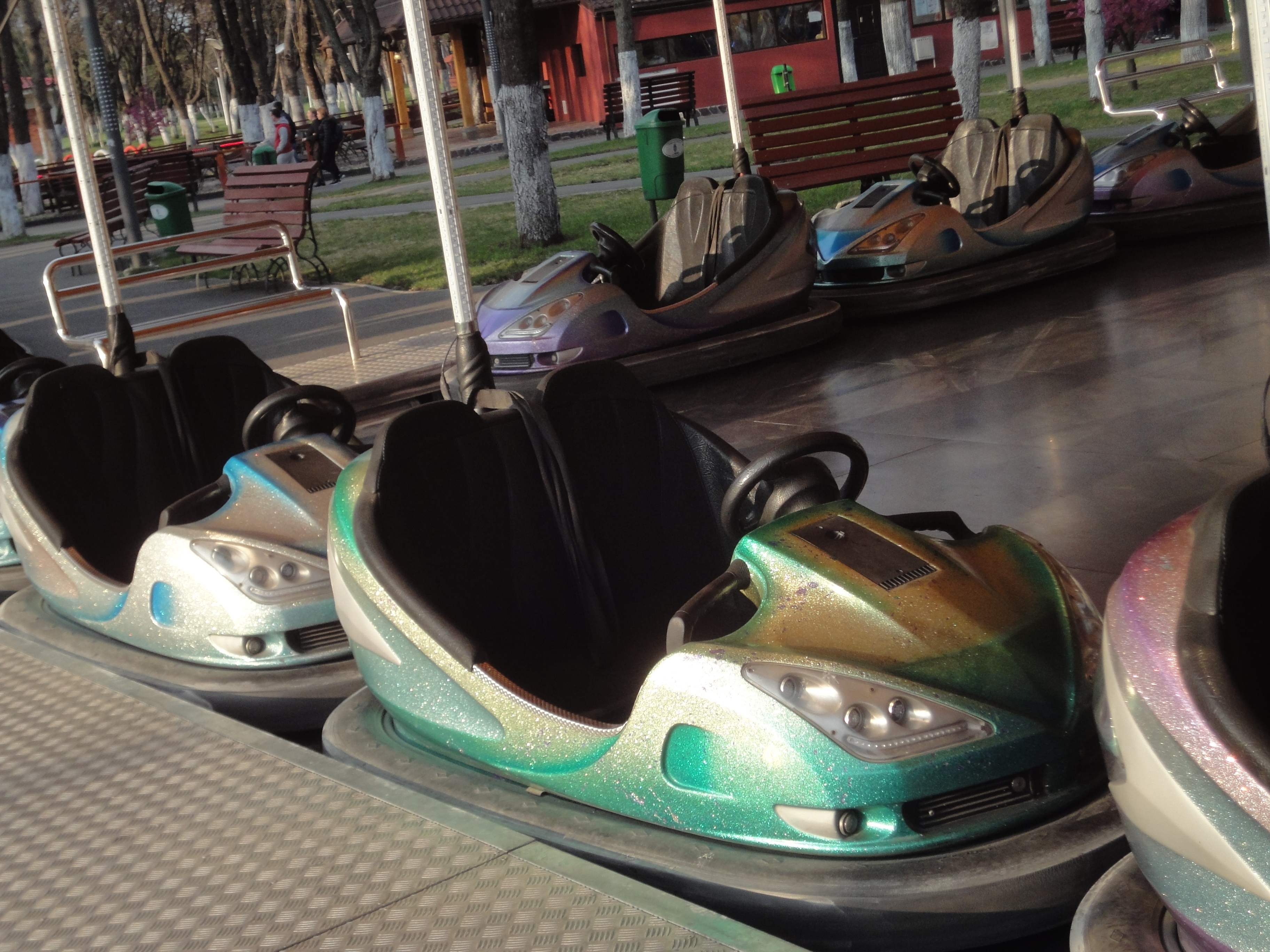
Maşinuţe buşitoare

Pe o colină din Parcul Tineretului, pe latura dinspre str. Șerban Vodă, nr. 183, se află Crematoriul Cenușa, inaugurat în 1928, declarat monument istoric, din 16 iunie 2011, cu cod LMI : B-II-a-A-21028.
În cuprinsul parcului a fost amplasată Sala Ioan Kunst Ghermănescu (noua denumire a Sălii Polivalente, inaugurată în 1974), destinată unor acțiuni culturale și competițiilor sportive.
Există planuri de a amplasa un ansamblu rezidențial în interiorul parcului.
Defrișările din parc au stârnit controverse în rândul asociațiilor de proprietari din vecinătatea parcului, care, sprijinite de organizațiile non-guvernamentale Asociația Salvați Bucureștiul și Ecocivica, au obținut în justiție o ordonanță președințială din partea Tribunalului București, care interzice schimbarea destinației spațiului verde din parc. Cu toate acestea, potrivit reclamanților, investitorul a tăiat sute de copaci.

## Alte obiective de interes în vecinătatea parcului
În partea de sud-vest, Parcul Tineretului este mărginit de Cimitirul Bellu.

## Acces
Accesul se poate face prin intrările dinspre Calea Șerban Vodă, Șoseaua Olteniței, Calea Văcărești, Bulevardul Tineretului. Stațiile de metrou ce deservesc parcul se află pe magistrala 2 și sunt următoarele: Tineretului (prima stație de la Piața Unirii), Eroii Revoluției, Constantin Brâncoveanu. 

## Galerie imagini

Aleea principală dinspre Sala Polivalentă
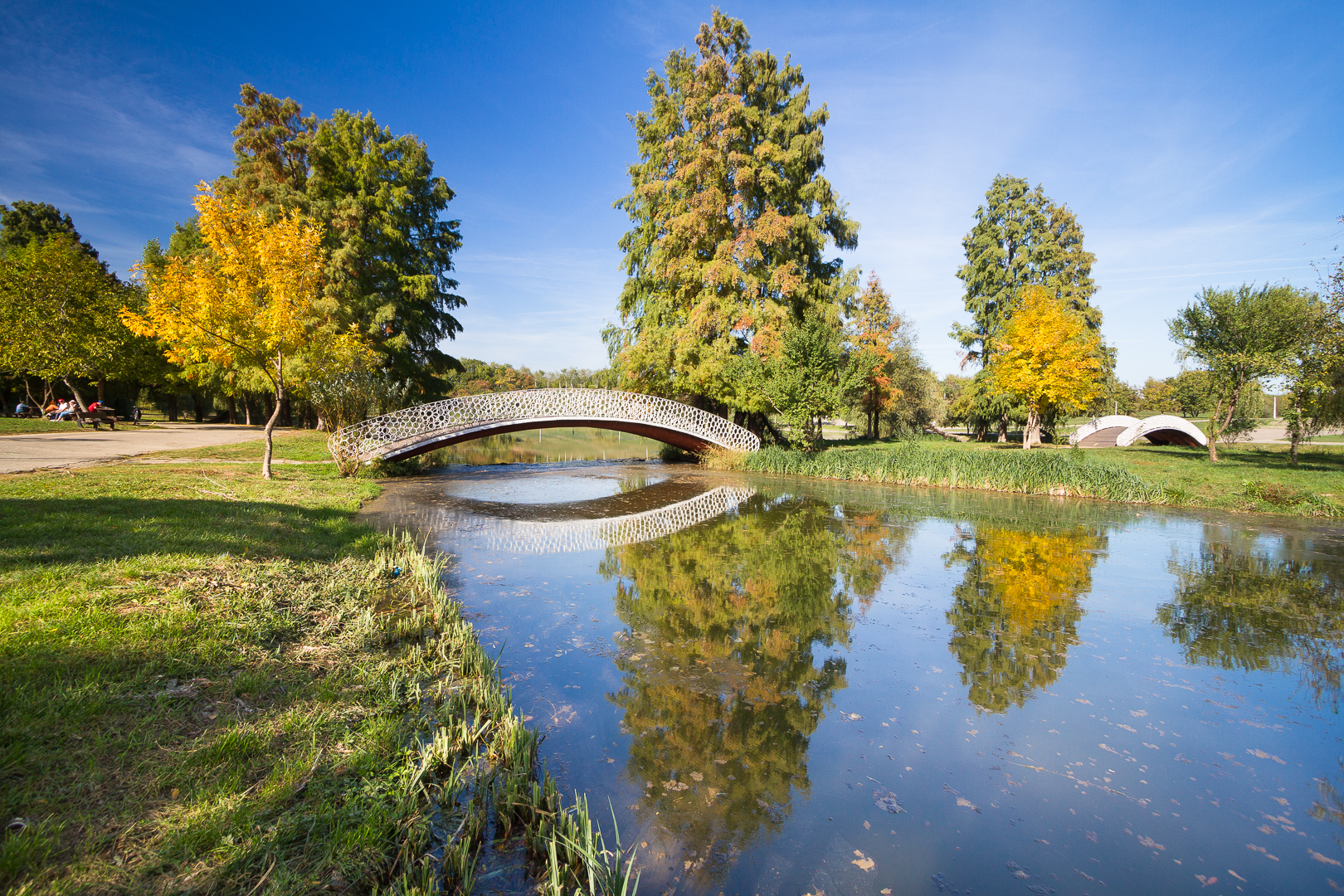
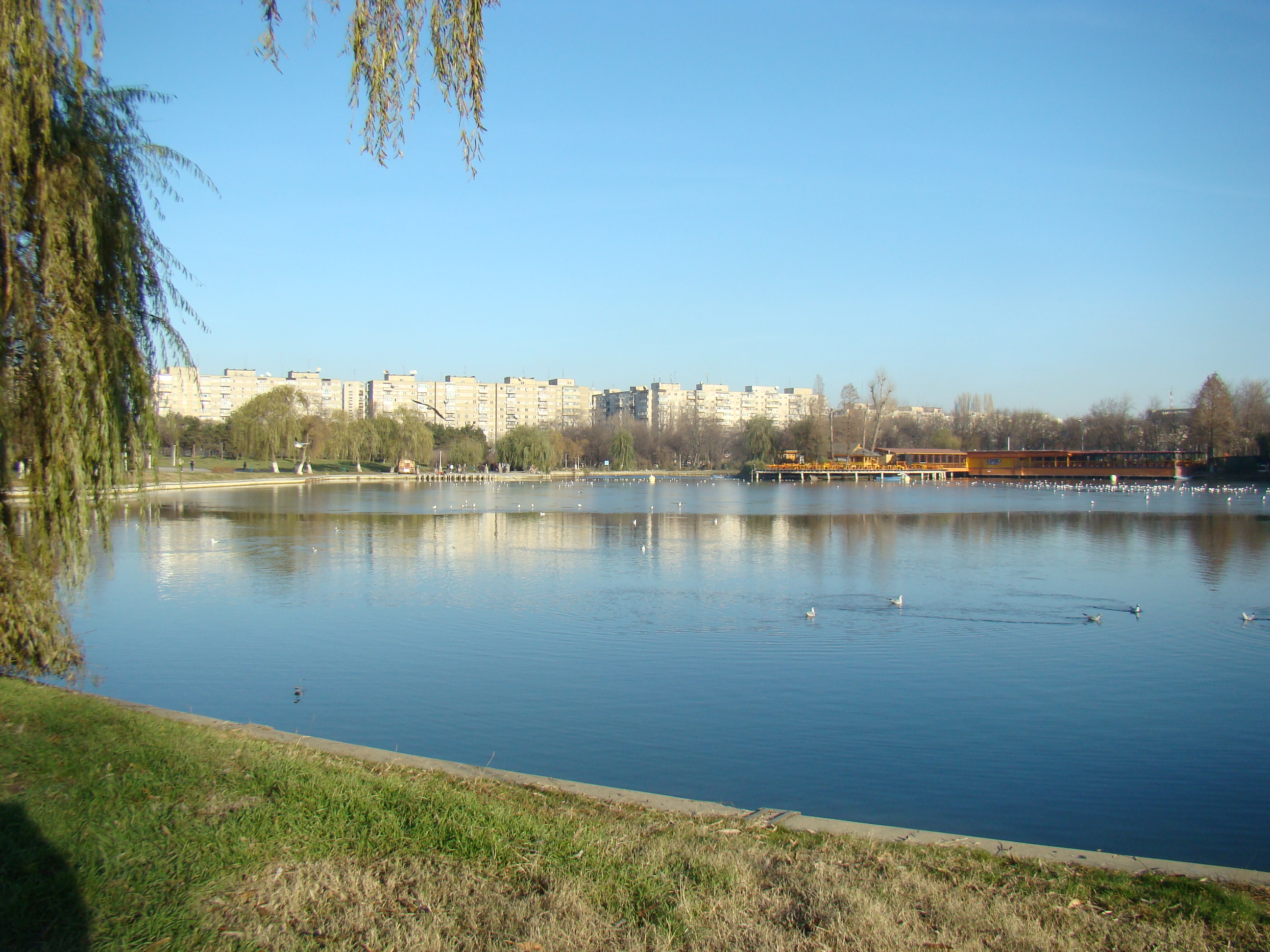
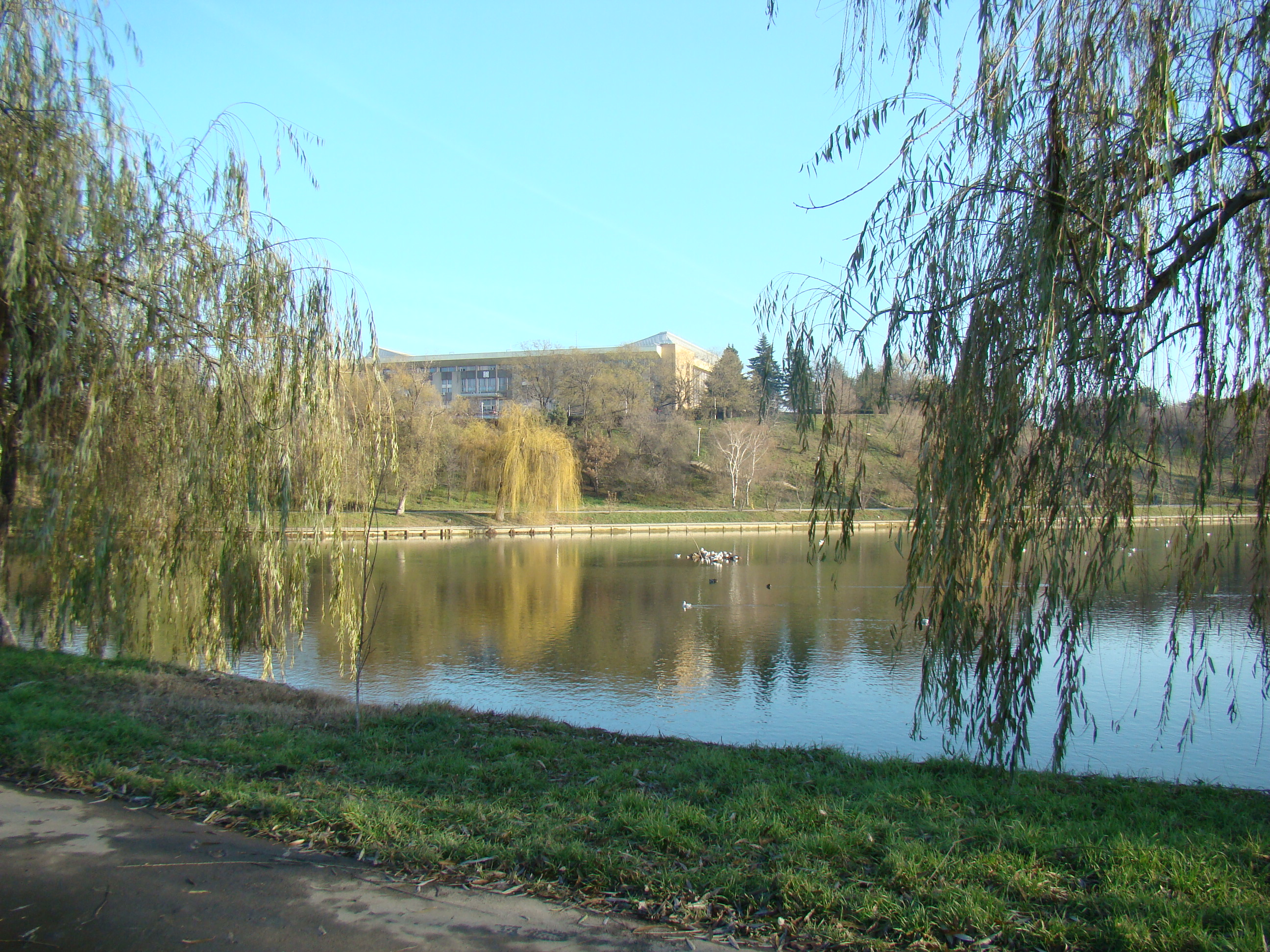
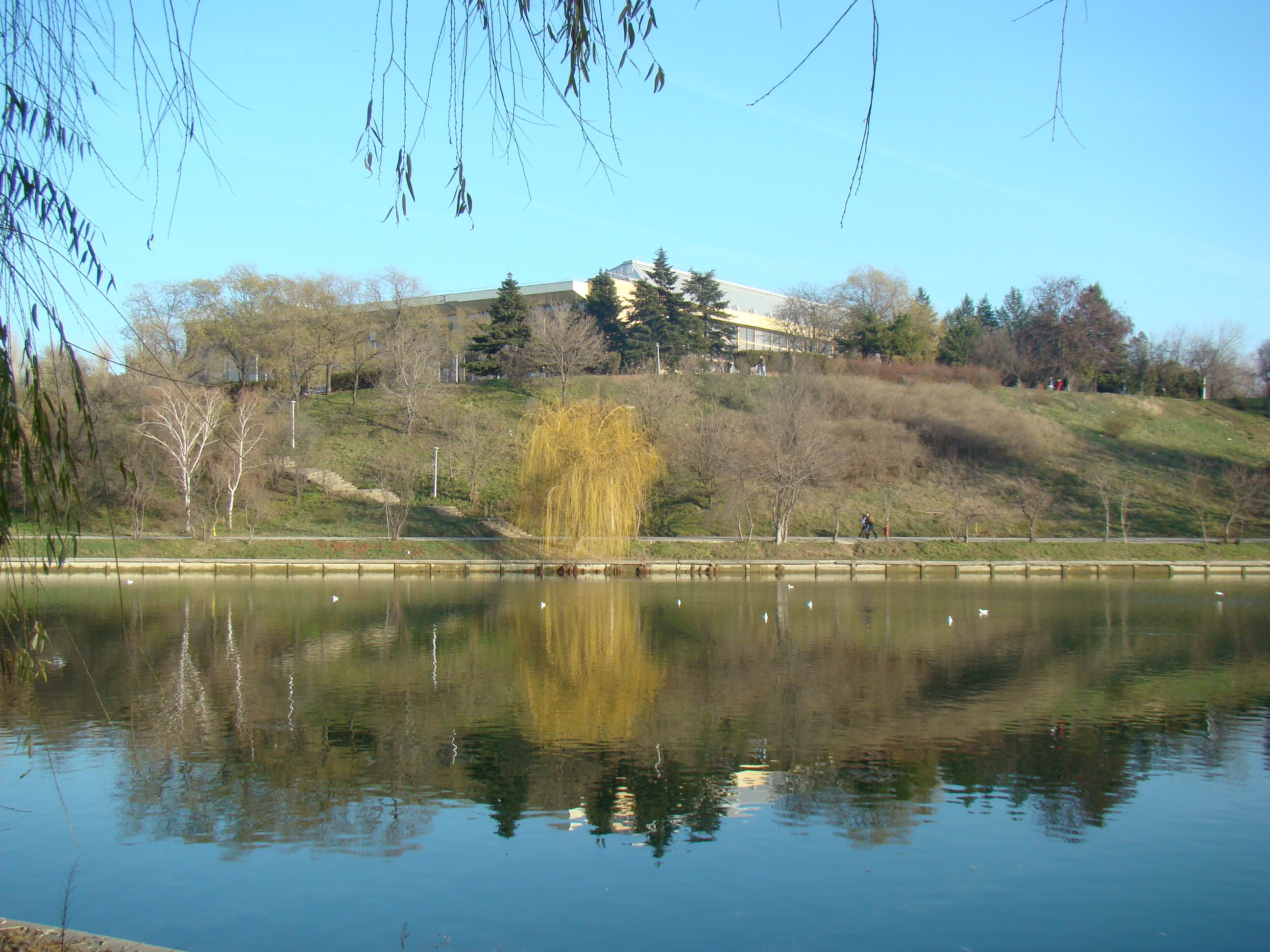
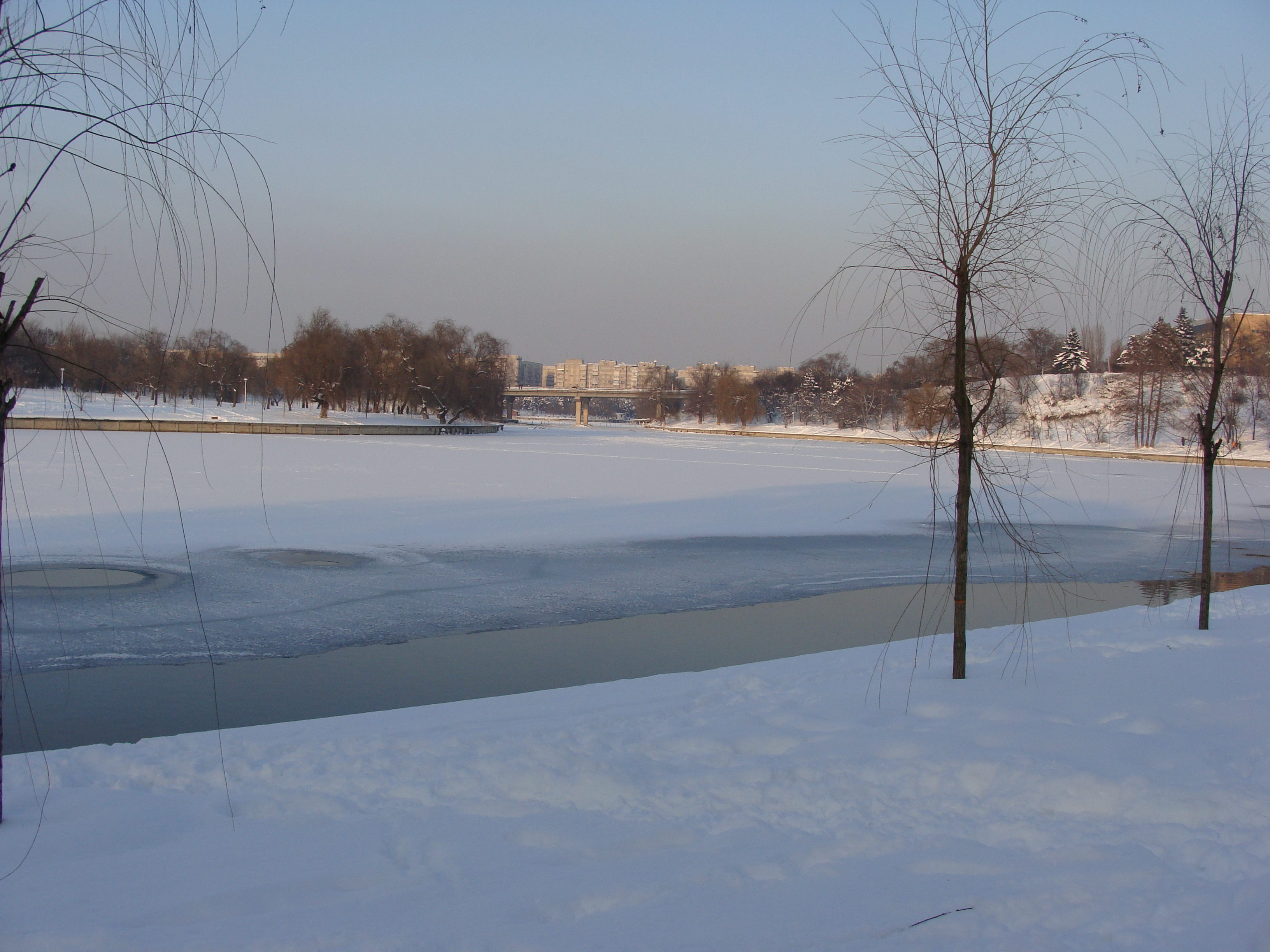
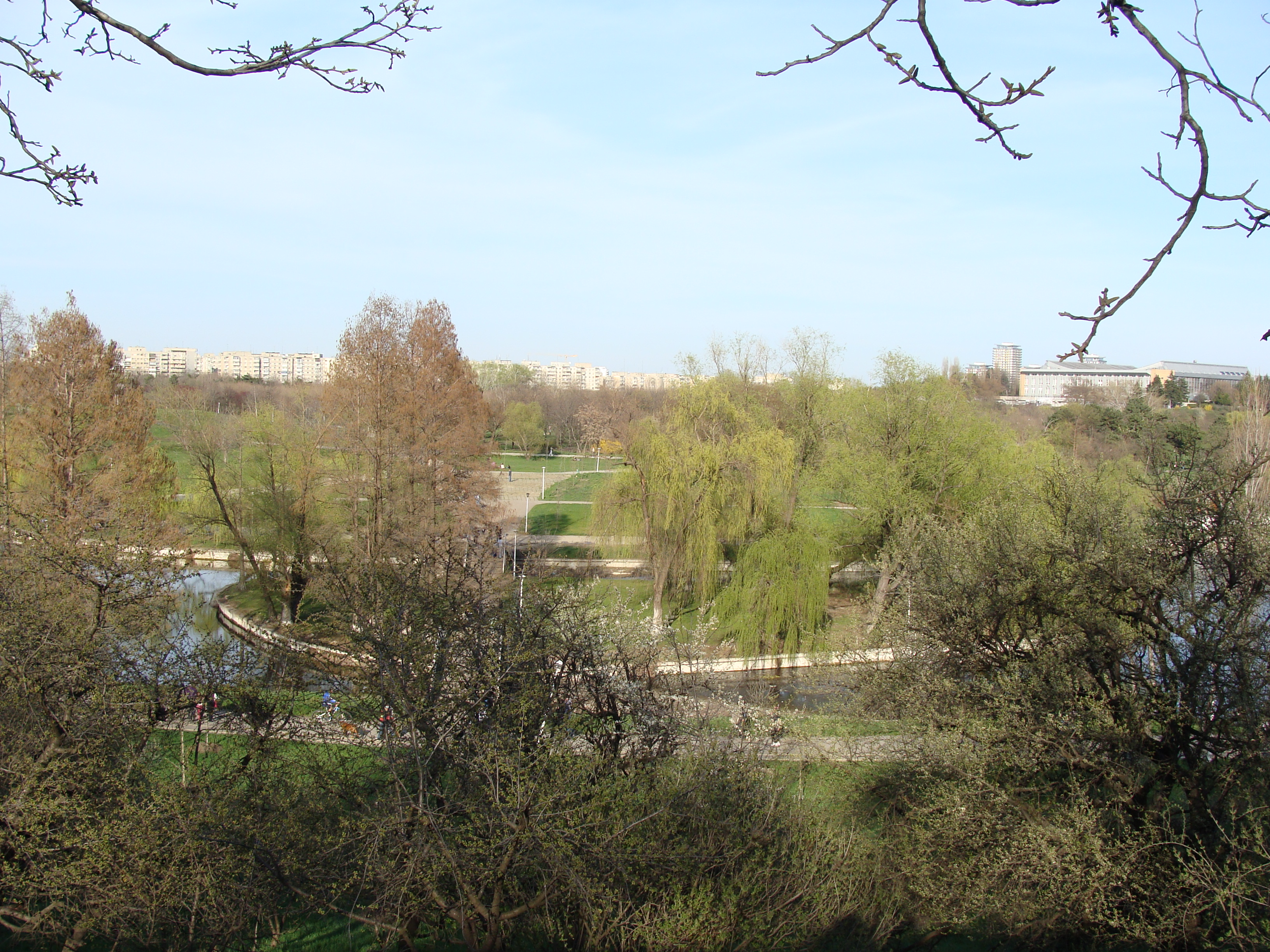
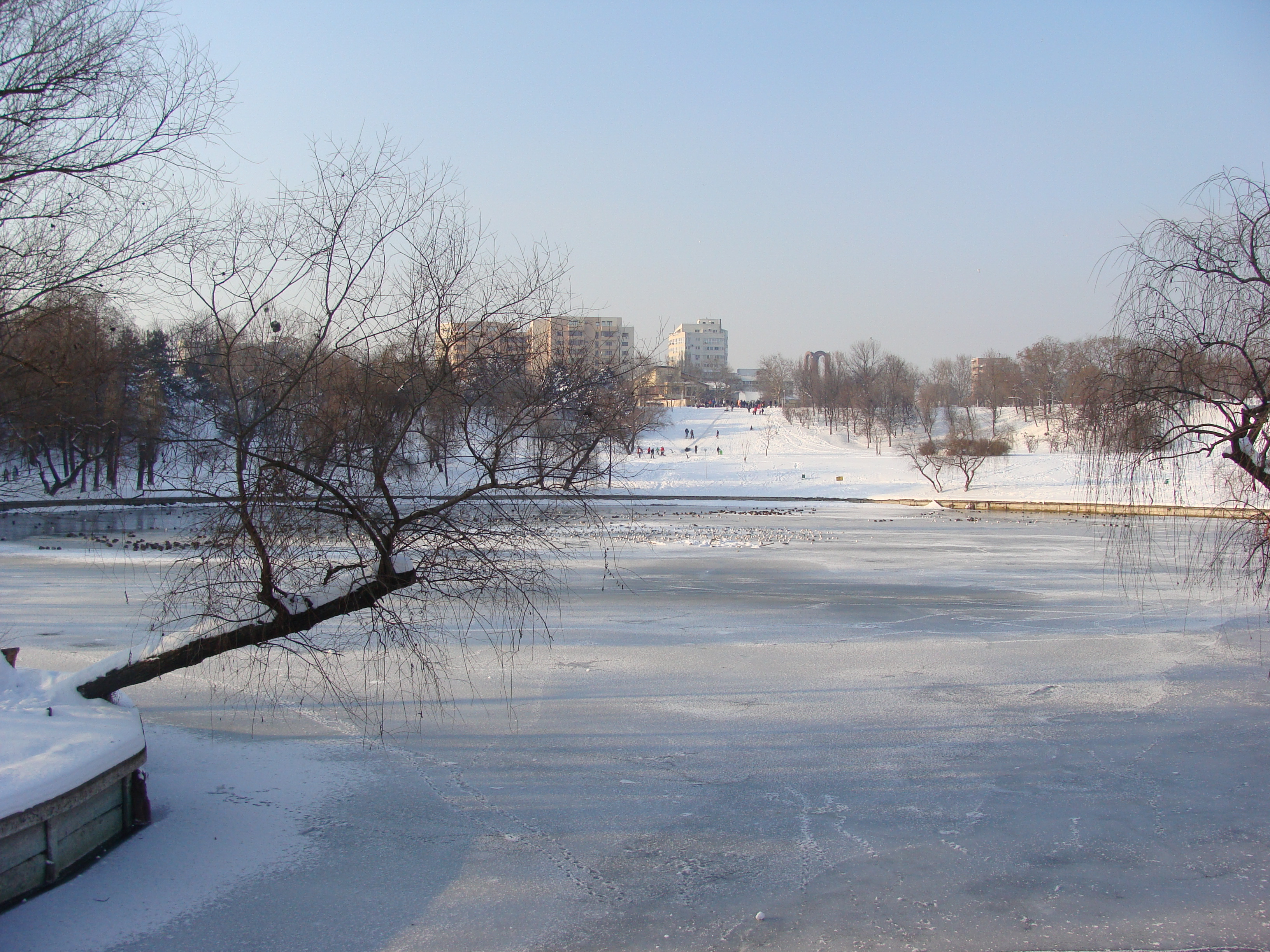